# Museu Histórico Visconde de São Leopoldo
O Museu Histórico Visconde de São Leopoldo é um museu privado brasileiro, dedicado à preservação e divulgação da história da cidade e região de São Leopoldo e da colonização alemã no Rio Grande do Sul. Está situado na rua Dom João Becker, 491. O museu tem o mais importante acervo no estado de objetos, imagens e documentos referentes à colonização e é um dos atrativos turísticos da cidade.

## História
O museu foi idealizado e articulado pelo escritor, historiador e professor Thelmo Lauro Müller, com a colaboração do empresário e pesquisador Germano Moehlecke e do professor e arquiteto Kurt Schmeling, que queriam achar um espaço onde fosse possível contar a história da imigração alemã. Müller há anos vinha colecionando objetos relacionados a essa história, depositando-os em uma sala da Universidade do Vale do Rio dos Sinos, onde lecionava. A ideia ganhou corpo, e contando com o apoio de industriais, comerciantes, intelectuais e prefeitos de dez outras cidades de colonização alemã ligadas historicamente a São Leopoldo, em 22 de agosto de 1959 foi criada uma comissão responsável pela elaboração do anteprojeto dos estatutos do Museu, sendo preparada sua fundação oficial em 20 de setembro de 1959, que ocorreu na sede da Prefeitura Municipal. Foi criada ao mesmo tempo uma sociedade mantenedora, para cuja presidência foi eleito Moehlecke, exercendo-a por 40 anos. Müller foi empossado diretor do museu, onde atuaria por 48 anos. Foi o primeiro museu da imigração alemã do Brasil.
A história dos alemães no Rio Grande do Sul inicia em 18 de julho de 1824, quando 39 imigrantes oriundos de Hamburgo, recrutados pelo governo imperial, foram recepcionados pelo presidente da Província José Feliciano Fernandes Pinheiro (posteriormente Visconde de São Leopoldo), que os encaminhou para a então desativada Feitoria do Linho Cânhamo em São Leopoldo, onde chegaram em 25 de julho de 1824, sendo ali alojados até a distribuição dos seus lotes.
Muitos outros chegariam depois. Os imigrantes e seus descendentes deram uma grande contribuição para o desenvolvimento do estado em múltiplos níveis, e criaram uma cultura peculiar, mesclando hábitos e costumes germânicos e locais, mas durante o Estado Novo (1937-1945), as culturas imigrantes de todas as origens foram perseguidas e reprimidas como parte da política do Estado para homogeneizar e nacionalizar a cultura brasileira, com o resultado de extensa perda de tradições, história e patrimônios. O museu foi fundado dentro de num movimento mais amplo de intelectuais e descendentes de alemães para resgatar essa história que havia sido suprimida, mas também para se contrapor à tendência da historiografia oficial de privilegiar o elemento português na construção do estado, apagando outras contribuições. Essas preocupações deram o tom da atividade do museu por muito tempo, empenhando-se na elaboração de uma narrativa dignificante e laudatória da colonização, abrindo uma disputa na gestão da memória coletiva.

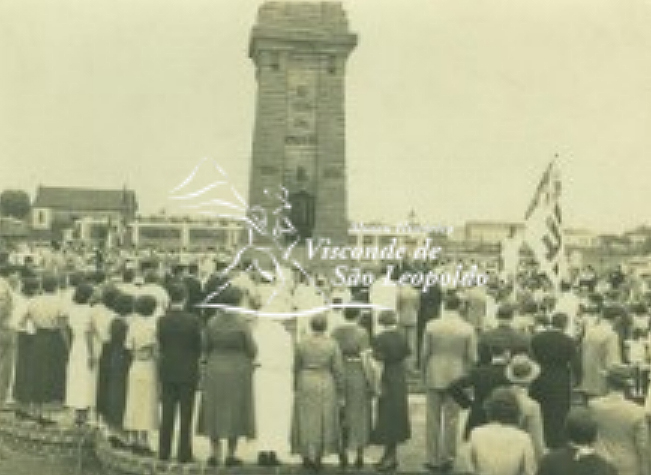
Acervo fotográfico: Comemorações em São Leopoldo do centenário da imigração alemã, 1924

À medida que o museu foi incorporando materiais locais e documentação oficial, tornou-se também um museu da história da cidade. A divulgação institucional recente enfatiza essa reorientação. Nas palavras de Ingrid Marxen, responsável pelas Relações Institucionais em 2020, "nós somos o Museu Histórico Visconde de São Leopoldo, não apenas um museu germânico, mas obviamente também, sendo São Leopoldo cidade berço da colonização alemã". Para o historiador Martin Dreher, "num primeiro momento, buscou-se resgatar a memória da imigração alemã, e, posteriormente, lembrou-se que antes da vinda dos alemães, aqui viviam indígenas e africanos, e isso levou a que, pouco a pouco, o acervo fosse aumentado".
O museu funcionou inicialmente em um prédio na avenida Independência, até transferir-se em 1985 para sua atual sede, mais ampla e moderna, na rua Dom João Becker, 491, onde foi possível começar a trabalhar para organizar melhor a coleção, que crescia vertiginosamente. Além desta sede principal, o museu mantém a Casa do Imigrante, a antiga Casa da Feitoria, com uma exposição de móveis, utensílios e vestuário utilizados pelos imigrantes. A Casa foi tombada pelo IPHAN em 1992.
É uma instituição privada sem fins lucrativos, mantida pela comunidade e para ela voltada, dedicando-se a estudar, preservar e divulgar o legado germânico e a história geral da região. Segundo Lisiane Mossmann, o museu é "um guardião da memória e da cultura dos imigrantes alemães que ajudaram a moldar a identidade da região. [...] Através de seu acervo rico e diversificado, o museu oferece uma janela para o passado, permitindo que os visitantes compreendam as motivações, desafios e conquistas desses pioneiros. [...] As exposições do museu são cuidadosamente pensadas para mostrar a transição da vida na Europa para a adaptação ao novo mundo".
Durante a grande enchente de 2024 o museu foi alagado e muitas peças foram destruídas ou danificadas, sendo fechado por tempo indeterminado.

## Acervo

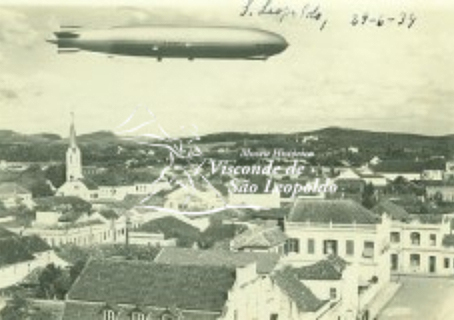
Acervo fotográfico: O Zeppelin sobrevoando São Leopoldo em 1934

Seu acervo, um dos mais importantes do Brasil em seu gênero, é composto por material relacionado à imigração e colonização alemãs na região, ilustrando aspectos do trabalho, lazer, culinária, esportes, sociedade, política, administração pública, língua, religião, educação, artes, artesanato, imprensa, literatura, arquitetura e outras áreas. O acervo tem cerca de 250 mil documentos, 30 mil objetos, 85 mil fotografias, 25 mil livros, 9 mil periódicos, além de cartões-postais, mapas, partituras musicais, mobília, objetos utilitários, discos e outros itens.
Uma das peças mais valiosas é uma Bíblia em alemão de 1765. Seu acervo documental é uma fonte de grande importância para a historiografia, contando com coleções oriundas do Arquivo Público da Colônia de São Leopoldo e do Arquivo Histórico Municipal, com material cobrindo toda a vida administrativa da antiga colônia alemã e depois cidade até a década de 1950. Também possui a coleção completa do jornal Deutsche Post, um dos mais importantes e longevos jornais em alemão do estado. Também merecem destaque as coleções de atas de sociedades e clubes, registros escolares, documentação eclesiástica, coleções de famílias e de importantes políticos do Rio Grande do Sul. Em 2022 seu acervo começou a ser digitalizado com vistas à divulgação pública e auxílio a pesquisadores.

## Atividades
Além da sua exposição permanente, o museu organiza visitas guiadas, visitas de escolas, ações educativas, seminários temáticos, palestras, cursos, oficinas, atividades lúdicas, e está a serviço da comunidade e pesquisadores para consulta de seus materiais. Em parceria com o portal Genealogia/RS, fundou o Centro de Pesquisas, preservando um banco de dados com cerca de 1,5 milhão de registros de imigrantes e familiares, além de dar assessoria para pesquisas genealógicas.